# Entre Rios, Bahia
Entre Rios este un oraș în unitatea federativă Bahia (BA) din Brazilia.